# Laurent Riboulet

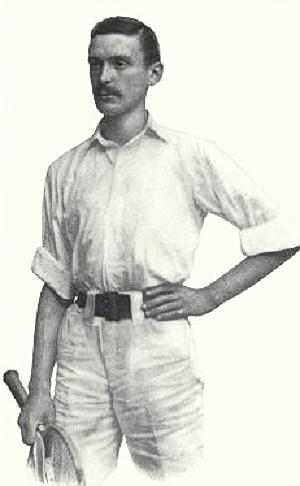
Laurent Riboulet, tenista francés.

Laurent Riboulet (Lille, Francia, 18 de abril de 1871 - 4 de septiembre de 1960, Lille, Francia) fue un tenista francés. Alcanzó dos finales de los Campeonatos Amateurs Franceses, ganando en 1893 al entonces vigente campeón, Jean Schopfer, y perdiendo en 1895 al ganador de 1894, André Vacherot.

## Finales del Grand Slam

### Individuales: 2 (1-1)
| Resultado | Año  | Campeonato            | Superficie | Rival en la final | Resultado de la final |
| Ganador   | 1893 | Campeonatos Franceses | Hierba     | Jean Schopfer     | 6–3, 6–3              |
| Finalista | 1895 | Campeonatos Franceses | Hierba     | André Vacherot    | 9–7, 6–2              |